# Guerra d'Ingria
La guerra d'Ingria fra l'Impero svedese e il regno russo, che si svolse tra il 1610 ed il 1617 e può essere vista come parte dei cosiddetti  torbidi russi, è ricordata prevalentemente come il tentativo da parte svedese di porre un duca svedese sul trono di Russia. Essa terminò con la pace di Stolbovo che segnò l'inizio della potenza svedese in Europa.

## Antefatto
Durante il Periodo dei torbidi russi, Carlo IX di Svezia inviò un corpo di spedizione al commando di Jacob De la Gardie per conquistare la fortezza russa di Staraja Ladoga. Udendo del suo ingresso in Ingria gli abitanti di  Novgorod chiesero al re di Svezia di porre quale loro monarca uno dei suoi figli, Carlo Filippo o Gustavo Adolfo, intendendo così far atto di sottomissione alla Svezia.
Vassili IV di Russia, sconfitto in Mosca dalla "banda di Tušino" e spinto alla disperazione dall'evoluzione della guerra polacco-moscovita (1605-1618), strinse un'alleanza con Carlo IX di Svezia che stava per intraprendere anch'egli una guerra contro il Regno di Polonia. Lo zar promise di cedere alla Svezia la fortezza di Korela in cambio del sostegno militare contro il falso Dimitri e contro la Polonia. Quindi De la Gardie unì le proprie forze con quelle del comandante russo, principe Michail Skopin-Šujskij, e marciò da Novgorod alla volta di Mosca per liberare lo zar.
Il coinvolgimento svedese negli affari russi diede a Sigismondo III di Svezia il pretesto per dichiarare la guerra. I polacchi attaccarono le forze russo-svedesi a Klušino e distrussero gran parte dell'armata russa mentre i mercenari svedesi che partecipavano alla campagna di De la Guardie (luglio 1610) si arresero. La battaglia ebbe serie conseguenze per la Russia, poiché lo zar fu deposto dai boiardi ed i polacchi occuparono il Cremlino.

## La guerra
Intanto il re Gustavo Adolfo salì al trono in Svezia. Il giovane re decise di spingere le pretese del fratello al trono russo anche se i polacchi erano stati cacciati da Mosca da una rivolta popolare nel 1612 e Michele Romanov era stato eletto nuovo zar.
Mentre i governanti svedesi consideravano la creazione di un dominio trans-baltico che si estendesse a nord fino ad Arcangelo e verso est fino a Vologda, De la Guardie e gli altri comandanti svedesi, che tenevano ancora Novgorod e l'Ingria, videro la guerra come reazione al mancato pagamento delle loro forze armate giunte in soccorso dello zar con la campagna di De la Guardie.
Nel 1613 le truppe svedesi avanzarono verso Tichvin e la assediarono ma furono respinti. Tuttavia la controffensiva russa non riuscì a riconquistare Novgorod. Lo zar si rifiutò di ordinare alle sue truppe di dare battaglia ed avanzò lentamente fino a che, nel 1614, gli svedesi occuparono Gdov. Nell'anno successivo essi posero l'assedio a Pskov ma i generali russi Morozov e Buturlin riuscirono a mantenerla fino al 27 febbraio 1617, quando fu firmato fra i belligeranti il trattato di Stolbovo che tolse alla Russia il suo accesso al mar Baltico ed assegnò alla Svezia le province dell'Ingria svedese, con le città di Ivangorod, Jama, Koporje e Noteborg. Novgorod e Gdov furono rese alla Russia.
Il risultato più rilevante fu la perdita per la Russia dell'accesso al mar Baltico, che venne riottenuto da Pietro il grande più di ottant'anni dopo.

## Fonti
- (RU)  Dizionario Enciclopedico Brockhaus ed Efron Brockhaus and Efron Encyclopedic Dictionary. Edizione integrale (ultimo accesso= 26 ottobre 2009)

| Controllo di autorità | LCCN (EN) sh85116058 · J9U (EN, HE) 987007548645105171 |